# Cucullia biskrana
Cucullia biskrana is een vlinder uit de familie uilen (Noctuidae). De wetenschappelijke naam is voor het eerst geldig gepubliceerd in 1918 door Oberthur.
De soort komt voor in Europa.